# Cerchi di pietre di Stanton Drew

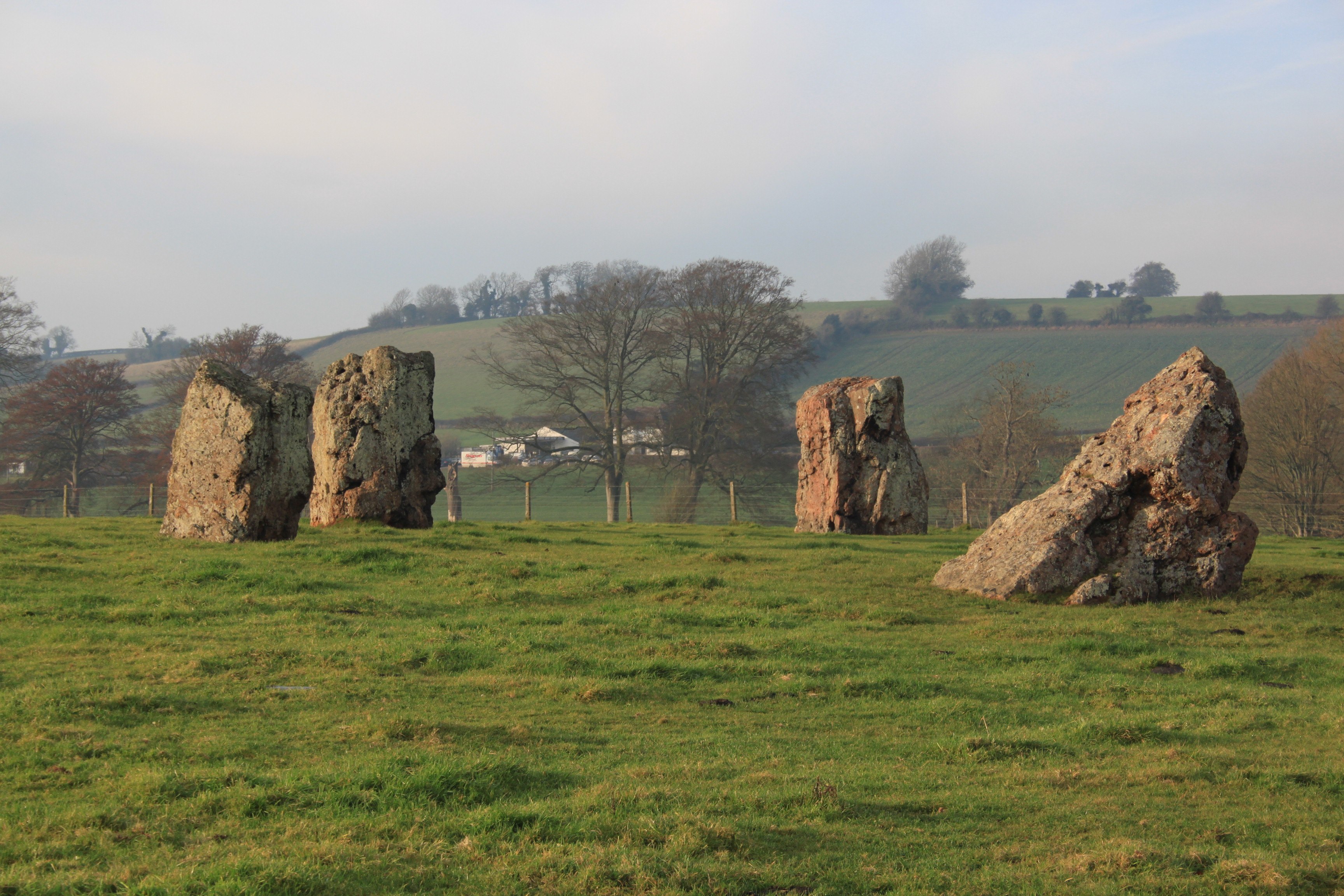
Alcune delle pietre che compongono il sito

I cerchi di pietre di Stanton Drew (in inglese: Stanton Drew Stone Circles) costituiscono un complesso archeologico situato nel villaggio inglese di Stanton Drew, nel Somerset (Inghilterra sud-occidentale) formato da tre cerchi di pietre, un viale e una cove risalenti al 3000 a.C. ca. (Neolitico).

## Descrizione
Formano il complesso The Great Circle ("Il grande cerchio") e altri due cerchi minori, il cerchio sud-occidentale e il cerchio nord-orientale.

### The Great Circle
Il maggiore dei tre cerchi di pietre è The Great Circle ("Il grande cerchio"), situato nella parte occidentale del villaggio di Stanton Drew. Si tratta del secondo cerchio di pietre più grande dell'Inghilterra dopo quello di Avebury.
The Great Circle si compone di 26 o 27 e ha un diametro di 113 metri. In origine le pietre erano probabilmente 30.

### I due cerchi minori
I due cerchi minori si compongono di 11-12-13 e 7 pietre e sono situati rispettivamente a nord-est di The Great Circle e a sud del villaggio.

### Cove
A circa 500 metri dal Great Circle si trova, allineata rispetto al cerchio di pietre, una cove.

## Scoperta e scavi
Il sito venne probabilmente scoperto nel 1664 dal celebre antiquario John Aubrey.
Nel 1740 furono condotti degli scavi all'interno del sito sotto la supervisione dell'architetto John Wood il Vecchio. Akerman formulò la teoria secondo la quale le pietre sarebbero state disposte secondo il sistema planetario pitagorico.
Nel 1776, fu pubblicato da William Stukeley la prima piantina del sito.

## Leggende
Secondo una leggenda, si tratterebbe dei partecipanti ad una festa di matrimonio trasformati in pietra dal diavolo.